# Antonio Daniels
Antonio Robert Daniels (Columbus, Ohio, 19 de marzo de 1975) es un exjugador de baloncesto estadounidense que disputó 13 temporadas en la NBA. Con 1,93 metros de altura, jugaba en la posición de Base.

## Trayectoria deportiva

### Universidad
Jugó cuatro temporadas (1993–1997) con los Falcons de la Universidad de Bowling Green State.

### Porfesional
Fue seleccionado por Vancouver Grizzlies en la cuarta posición del Draft de la NBA de 1997. 
Tras una temporada es traspasado a San Antonio Spurs (ganando el anillo en 1999)
Luego es tarspasado a Portland Trail Blazers, firma por Seattle SuperSonics y luego por Washington Wizards.
El 10 de diciembre de 2008, fue traspasado a New Orleans Hornets en un intercambio entre tres equipos.
El 9 de septiembre de 2009 fue traspasado a Minnesota Timberwolves a cambio de Darius Songaila y Bobby Brown. Pero días después rescinde su contrato con los Timberwolves de mutuo acuerdo.
El 1 de noviembre de 2010 es elegido por los Texas Legends en el draft de la NBA Development League.
El 5 de abrl de 2011 regresa a la NBA con un contrato de 10 días con Philadelphia 76ers.
En enero de 2012 regresa a los Texas Legends hasta final de temporada. Tras esto, se retira.

## Estadísticas de su carrera en la NBA

### Temporada regular
| Año     | Equipo       | PJ  | PT  | MPP  | %TC  | %3P  | %TL   | RPP | APP | ROB | TPP | PPP  |
| ------- | ------------ | --- | --- | ---- | ---- | ---- | ----- | --- | --- | --- | --- | ---- |
| 1997-98 | Vancouver    | 74  | 50  | 26.4 | .416 | .212 | .659  | 1.9 | 4.5 | .7  | .1  | 7.8  |
| 1998-99 | San Antonio  | 47  | 0   | 13.1 | .454 | .294 | .754  | 1.1 | 2.3 | .6  | .1  | 4.7  |
| 1999-00 | San Antonio  | 68  | 1   | 17.6 | .474 | .333 | .713  | 1.3 | 2.6 | .8  | .1  | 6.2  |
| 2000-01 | San Antonio  | 79  | 23  | 26.1 | .468 | .404 | .776  | 2.1 | 3.8 | .8  | .2  | 9.4  |
| 2001-02 | San Antonio  | 82  | 13  | 26.5 | .440 | .291 | .752  | 2.1 | 2.8 | .6  | .2  | 9.2  |
| 2002-03 | Portland     | 67  | 2   | 13.0 | .452 | .305 | .855  | 1.1 | 1.3 | .5  | .1  | 3.7  |
| 2003-04 | Seattle      | 71  | 32  | 21.3 | .470 | .362 | .842  | 2.0 | 4.2 | .6  | .1  | 8.0  |
| 2004-05 | Seattle      | 75  | 2   | 27.0 | .438 | .297 | .816  | 2.3 | 4.1 | .7  | .0  | 11.2 |
| 2005-06 | Washington   | 80  | 17  | 28.5 | .418 | .228 | .845  | 2.2 | 3.6 | .6  | .1  | 9.6  |
| 2006-07 | Washington   | 80  | 8   | 22.0 | .442 | .302 | .832  | 1.9 | 3.6 | .5  | .1  | 7.1  |
| 2007-08 | Washington   | 71  | 63  | 30.4 | .459 | .230 | .776  | 2.9 | 4.8 | 1.0 | .0  | 8.4  |
| 2008-09 | Washington   | 13  | 5   | 22.2 | .400 | .455 | .758  | 1.7 | 3.6 | .5  | .0  | 5.1  |
| 2008-09 | New Orleans  | 61  | 4   | 12.0 | .424 | .347 | .821  | .9  | 2.1 | .3  | .0  | 3.8  |
| 2010-11 | Philadelphia | 4   | 0   | 8.8  | .400 | .000 | 1.000 | 1.3 | .5  | .0  | .0  | 1.5  |
| Total   | Total        | 872 | 220 | 22.6 | .444 | .311 | .793  | 1.8 | 3.4 | .6  | .1  | 7.6  |

### Playoffs
| Año   | Equipo      | PJ | PT | MPP  | %TC  | %3P  | %TL  | RPP | APP  | ROB | TPP | PPP  |
| ----- | ----------- | -- | -- | ---- | ---- | ---- | ---- | --- | ---- | --- | --- | ---- |
| 1999  | San Antonio | 15 | 0  | 7.1  | .429 | .667 | .833 | .7  | 1.1  | .3  | .0  | 1.8  |
| 2000  | San Antonio | 4  | 0  | 20.5 | .391 | .250 | .692 | 2.5 | 1.5  | 1.8 | .0  | 7.3  |
| 2001  | San Antonio | 13 | 8  | 31.2 | .481 | .370 | .943 | 2.0 | 2.9  | .5  | .1  | 13.5 |
| 2002  | San Antonio | 10 | 0  | 22.4 | .455 | .375 | .864 | 2.7 | 1.5  | .7  | .3  | 9.5  |
| 2003  | Portland    | 6  | 1  | 16.3 | .474 | .600 | .500 | 1.3 | 2.0  | .2  | .2  | 3.7  |
| 2005  | Seattle     | 11 | 3  | 30.1 | .468 | .286 | .857 | 2.8 | 4.5  | 1.0 | .0  | 13.8 |
| 2006  | Washington  | 6  | 0  | 36.0 | .538 | .273 | .909 | 2.8 | 3.3  | .5  | .2  | 13.2 |
| 2007  | Washington  | 4  | 4  | 44.0 | .447 | .200 | .857 | 4.5 | 11.8 | 1.2 | .2  | 13.3 |
| 2008  | Washington  | 6  | 4  | 25.7 | .452 | .250 | .882 | 2.3 | 3.0  | .3  | .3  | 7.3  |
| 2009  | New Orleans | 5  | 0  | 12.8 | .154 | .250 | .818 | .6  | 1.8  | .4  | .2  | 2.8  |
| Total | Total       | 80 | 20 | 23.2 | .461 | .353 | .863 | 2.1 | 2.9  | .6  | .1  | 8.6  |